# Biskup konstytucyjny
Biskup konstytucyjny (fr. évêque constitutionnel) – francuski biskup katolicki, który w czasie Wielkiej Rewolucji Francuskiej podporządkował się rządowi rewolucyjnemu we Francji, przystąpił do Kościoła narodowego i złożył przysięgę posłuszeństwa państwu na Konstytucję Cywilną Kleru.